# Menarquia
La menarquia (del griego μήν, μηνός, mes, y αρχή, principio) es el día en el cual se produce el primer episodio de sangrado del útero, de origen menstrual o primera hemorragia menstrual de la mujer.

## Epidemiología
Durante el siglo XX, la mejoría de las condiciones socioeconómicas provocó un inicio más temprano de la menarquia, con una tendencia progresiva al adelantamiento en los principales grupos étnicos. No obstante, en los países industrializados parece que esta tendencia se ha ido estabilizando.
Actualmente, la edad de inicio de la menarquia en las mujeres caucásicas de diversas poblaciones varía entre los 10 y los 12 años. En las poblaciones del sur de Europa, las mujeres alcanzan la menarquia un poco antes que las del norte del continente. Las mujeres de ascendencia europea residentes en los Estados Unidos llegan a la pubertad con la misma edad que las mujeres de Europa.
En las mujeres asiáticas, la disminución de edad de aparición de la menarquia es más significativa. Actualmente, la edad media oscila entre los 11 y los 13 años, que es similar a la de las caucásicas, pero con una tendencia secular de descenso más pronunciada. En las mujeres taiwanesas, durante las tres últimas generaciones la edad disminuyó en promedio un año por generación. La proporción de niñas japonesas nacidas entre 1930 y 1985 que alcanzaban la menarquia antes de 10 años, aumentó de 0 a 2,1 %. En Corea del Sur, en las mujeres nacidas entre 1920 y 1986 ha habido una caída significativa de la edad de aparición de la menarquia (unos 4 años), que es casi un año más que en poblaciones caucásicas en el mismo período.
En las mujeres negras, los datos de la caída de la edad de inicio de la menarquia se registraron principalmente en los Estados Unidos. Debido a las grandes diferencias genéticas y ambientales, es difícil comparar los datos sobre la edad de inicio de la menarquia entre las mujeres afroamericanas y las del continente africano. En ambas poblaciones se observó un adelantamiento progresivo, pero solamente en las afroamericanas se relacionó con posibles efectos negativos sobre la salud durante la edad adulta. En las mujeres de países africanos, la edad de inicio de la menarquia se asoció inversamente con la masa corporal promedio, lo que puede ser un reflejo de los logros en la superación de la pobreza y el crecimiento socioeconómico. Parece existir un adelantamiento progresivo en los países africanos, si bien los datos son bastante limitados para llegar a una conclusión definitiva.
Las niñas del Tercer mundo adoptadas en los países desarrollados presentan menarquia temprana. En Hispanoamérica ha sido estudiada la menarquia y los factores que se asocian a su edad de comienzo.

## Fisiología
La menarquia es la culminación de una serie de procesos fisiológicos y anatómicos en la pubertad. Se produce después de la reactivación del eje hipotálamo-hipofisario-gonadal y la secreción de la hormona liberadora de gonadotrofina (GnRH). La GnRH opera temporalmente durante la vida fetal y los primeros 6 meses de vida, período que se ha denominado "minipubertad". Esta primera activación de la GnRH juega un papel importante en la feminización o masculinización del cerebro.
En las fases iniciales de la pubertad, se produce una elevación de la secreción de la GnRH, que a su vez provoca un aumento de los receptores hipofisiarios para esta. La secreción pulsátil de la GnRH es estimulada por la leptina. Después de haber sido producida por el tejido adiposo, la leptina informa al hipotálamo de que se ha acumulado la cantidad necesaria de grasa (cerca de 16 kg) para que comience la última etapa de la pubertad. Existe además una disminución de la sensibilidad hipotalámica a los esteroides sexuales, lo cual provoca una elevación paulatina de las gonadotrofinas. Se produce un aumento gradual de las alzas episódicas de la hormona luteinizante (LH) y la hormona foliculoestimulante (FSH) durante el sueño, con un aumento de los pulsos de LH, y una presentación gradual durante el día. Estos pulsos estimulan la producción de estrógenos por los folículos ováricos y en respuesta aparece la primera menstruación (la menarquia), que ocurre más o menos 2 años después de haberse iniciado el desarrollo de las mamas.
Los niveles séricos de leptina reflejan la cantidad de tejido adiposo en el cuerpo, que serviría como marcador periférico en el inicio del desarrollo puberal.

## Edad de inicio
La edad normal de inicio de la menarquia oscila entre los 10 y los 15 años, con una media general en los 12.5 años. No obstante, distintos factores pueden adelantar o retrasar su aparición.
La edad de aparición de la menarquia tiene implicaciones importantes para la salud. Una menarquia temprana se asocia con diversos efectos negativos, tales como un aumento de la incidencia de trastornos cardiovasculares y de la mortalidad debida al cáncer, especialmente de mama, síntomas de ansiedad, depresión, relaciones sexuales prematuras y comportamiento violento. La menarquia tardía se asocia con mayor riesgo de desarrollar osteoporosis y fracturas óseas.

### Factores que intervienen en la edad de inicio
La edad de inicio de la menarquia está influenciada por factores genéticos, ambientales y socioeconómicos, tales como la etnia, la procedencia geográfica, los hábitos nutricionales, el índice de masa corporal (IMC), la exposición a sustancias o el ejercicio físico, o por la presencia de ciertas enfermedades subyacentes.
No existe ninguna asociación significativa entre la edad de inicio de la menarquia en las hijas con la de sus madres, ni con otras características maternas, tales como el aumento de peso durante el embarazo o las complicaciones durante la gestación.

#### Adelanto de la menarquia
Todos los principales grupos étnicos a lo largo del mundo tienen una tendencia secular al descenso de la edad de inicio de la menarquia, si bien las tasas son distintas. Estas diferencias interétnicas se asocian principalmente con las variaciones genéticas entre poblaciones y los distintos estilos de vida (por ejemplo, la alimentación, las relaciones familiares, etc.). No obstante, en los países industrializados parece que esta tendencia se ha ido estabilizando.
El peso al nacer  podría tener influencia sobre la edad de inicio de la menarquia. Diversos estudios han encontrado una posible asociación entre la maduración temprana y los bebés pequeños para la edad gestacional, debida a la resistencia a la insulina, que conduce a la rápida recuperación del crecimiento y a un aumento de peso posterior excesivo. No obstante, podría haber sesgo en los resultados de dichos estudios.
Según la hipótesis Frisch-Revelle, el aumento del índice de masa corporal (IMC) en la infancia y la adolescencia es la explicación más probable del adelanto de la menarquia. La resistencia a la insulina de base genética que impulsa la obesidad produce un efecto mayor en los adolescentes que en los adultos, si bien el origen étnico juega un papel significativo en la composición corporal. Un ejemplo es el caso de las mujeres asiáticas, en las que la disminución de la edad de inicio de la menarquia es más pronunciada, pero cuyo IMC es más bajo que en las caucásicas. La explicación parece radicar en que, a pesar del menor IMC, las mujeres asiáticas tienen más grasa corporal, principalmente visceral, que las caucásicas.
La asociación entre el aumento de peso corporal y la aparición temprana de la menstruación parece estar relacionada con la capacidad de la leptina para estimular la secreción pulsátil de la hormona liberadora de gonadotrofina (GnRH). Después de haber sido producida por el tejido adiposo, la leptina informa al hipotálamo de que se ha acumulado la cantidad necesaria de grasa (cerca de 16 % de la masa corporal) para que comience la última etapa de la pubertad. La edad de inicio de la menarquia tiene correlación negativa con la concentración de leptina. Este hecho es una evidencia que apoya la hipótesis de Frisch-Revelle.
Algunos nutrientes pueden contribuir a acelerar la aparición de la menarquia, como la alimentación con leches de fórmula, especialmente las que contienen soja. Aún no está claro en qué medida influyen los diversos ingredientes de las leches de fórmula y la duración de la lactancia artificial. El consumo de proteínas de origen animal (leche de vaca y carne) y los productos que contienen soja pueden provocar un adelanto en la menarquia a través del sobrepeso que se deriva de la ingesta de energía excesiva y/o a su acción estrogénica, que acelera el desarrollo puberal. En contraposición, se sabe que ciertos nutrientes comunes, tales como las fibras, las proteínas vegetales y la vitamina D, pueden actuar de manera protectora contra la maduración sexual acelerada.
La sensibilización precoz de los receptores estrogénicos a contaminantes químicos ambientales con actividad hormonal (disruptores endocrinos) juega un importante papel, pues puede alterar el equilibrio hormonal y adelantar el desarrollo de la pubertad.
Actualmente, la influencia de los factores socioeconómicos sobre la edad de inicio de la menarquia parece tener menos importancia, en comparación con los últimos siglos, cuando el déficit nutricional era un problema importante en todo el mundo. Sin embargo, estos factores siguen siendo relevantes en los países de bajos ingresos. En los países en vías de desarrollo, el adelanto de la menarquia generalmente refleja la mejora del estado nutricional de los adolescentes. Por el contrario, en los países desarrollados esta aceleración de la menarquia se asocia con una alta prevalencia de la obesidad entre las personas de bajos ingresos.
En general, parece que los factores de estrés familiares durante la infancia temprana disminuyen la edad de inicio de la menarquia, entre los cuales el más importante es la ausencia de un padre biológico. No obstante, la influencia del estrés debe ser considerada junto con los otros factores determinantes, como el nivel socioeconómico y el índice de masa corporal.

#### Retraso de la menarquia
El retraso de la pubertad de origen idiopático, es decir, cuando no se puede establecer una causa conocida, es el motivo más frecuente (90-95 % de los retrasos puberales) y afecta al 2,5 % de la población. El diagnóstico se realiza por exclusión, tras una correcta evaluación de la paciente en busca de posibles trastornos subyacentes.
Ciertas patologías crónicas pueden provocar un retraso en el desarrollo de la pubertad, tales como enfermedades gastrointestinales, infecciosas, renales, hematológicas o respiratorias, endocrinopatías, patologías oncológicas, etc. El grado de afectación varía de unos casos a otros y, entre otros factores individuales, depende del momento de inicio de la enfermedad, su gravedad y su duración.
La enfermedad celíaca (EC) no diagnosticada ni tratada es una causa poco conocida de retraso en la edad de inicio de la menarquia. Es frecuente que la EC no produzca síntomas digestivos o estos sean muy leves, pero sí que aparezcan diversos síntomas no gastrointestinales. Esto hace que pase sin reconocer ni diagnosticar en la mayoría de los casos, lo que implica un riesgo de complicaciones a largo plazo, como el retraso en la menarquia y otros trastornos relacionados con la fertilidad. Los mecanismos por los que la EC provoca estos trastornos no están claros, si bien parece explicarse por el desarrollo de procesos autoinmunes derivados de la exposición al gluten (por la generación de autoanticuerpos que atacan a los órganos y hormonas involucrados en el desarrollo puberal), y/o por la deficiencia de macro o micronutrientes, tales como hierro, ácido fólico y zinc. El riesgo se reduce de manera significativa cuando la EC es reconocida y tratada con la dieta libre de gluten.
La actividad física excesiva produce un retraso en la aparición de la menarquia, hecho que por el contrario no ocurre con el ejercicio físico moderado. El mecanismo de retraso de la pubertad en los atletas adolescentes parece estar relacionado con la disminución en la liberación de leptina, que aproximadamente en un 50 % de las atletas adolescentes provoca una amenorrea hipotalámica primaria.
Otra causa que provoca el retraso de la menarquia es la bajada de peso a valores extremos, con índices de grasa corporal inferiores al 17 %.